# Бенеттова кампетера
Бенеттова кампетера (лат. Campethera bennettii) — вид птиц семейства дятловых. Выделяют два подвида. Распространены на юге Африки. Видовое название дано в честь британского врача и зоолога Эдварда Беннетта (англ. Edward Turner Bennett; 1797—1836).

## Описание
Бенеттова кампетера достигает длины около 24 см и массы от 61 до 84 г. Выражен половой диморфизм. У взрослых самцов лоб, макушка и затылок красные, лоб с небольшими серыми перышками у основания, в области скул проходит широкая красная полоса. Остальная часть головы, включая надбровную область, подбородок и горло белые, иногда на кроющих перьях ушей и горле есть коричневые пятна, иногда горло бывает желтовато-охристо-коричневого цвета. Бока шеи с чёрными пятнышками. Верхняя часть тела и кроющие перья крыльев с полосами оливково-коричневого, жёлтого и белого цветов, кроющие перья крыльев обычно с большим количеством пятен и светлой бахромой. Надхвостье и верхние кроющие перья хвоста с такими же полосами, но в засушливых зонах ареала часто очень бледные и без полос. Маховые перья коричневые с зеленоватой окантовкой и желтовато-белыми полосами на внутренних опахалах. Хвост от тусклого до ярко-жёлтого цвета, с узкими коричневыми полосами. Нижняя часть тела бледно-желтовато-белая; грудь с золотисто-охристым оттенком и яркими, круглыми или удлиненными тёмными пятнами, бока обычно с полосками. Нижние кроющие перья хвоста белого цвета, часто в пятнах или штрихах; испод крыльев также белый. Нижняя часть хвоста желтоватая, рулевые перья часто с чёрными кончиками. Клюв средней длины, заострённый, с умеренно изогнутым кончиком, узкий между ноздрями, серо-серого цвета, бледнее у основания. Радужная оболочка красная, окологлазное кольцо серое; ноги от голубовато-зелёных до серо-зелёных. У взрослых самок лоб и темя чёрного цвета белыми пятнами, белые скулы с чёрными крапинками, область от клюва до кроющих перьев ушей, подбородка и горла от коричневого до черновато-коричневого цвета.
У молодых особей черная макушка, по сравнению со взрослыми особями верхняя часть тела немного темнее и более пятнистая (с менее выраженными полосами), нижняя часть тела с более грубыми пятнами, глаза тёмно-карие. У молодых самцов скулы черноватые, макушка с небольшим количеством или полным отсутствием пятен, у самок макушка с белыми пятнами.

## Вокализация
Вокализация наиболее часто представлена короткими криками «chuur» или длинным рядом криков «wi-wi-wi-wi или kee-kee-kee или ddrahh, ddrahh, ddray-ay, ddray-ay, dray-ay».  Контактные позывки слышатся как пронзительный повторяющийся «wirrit», или «whirrwhirrwhirrwhir-it-whir-it-whir-it-wrrrrrrrrr»r, или «wicka». Барабанит редко и не громко.

## Распространение и места обитания
Бенеттова кампетера распространена в южных регионах Африки. Выделяют два подвида:
- Campethera bennettii bennettii (Smith, 1836) — от запада Анголы до юго-востока Демократической Республики Конго и Руанды, запад и юг Танзании, запад Малави, северо-восток Южной Африки, север Мозамбика
- Campethera bennettii capricorni  Strickland, 1853 — юг Анголы, юг Замбии и прилегающие территории севера Намибии и Ботсваны

Естественными местами обитания являются зрелые леса с преобладанием деревьев родов Brachystegia и Baikiaea и сухие акациевые заросли в высокогорных областях. Встречается на высоте до 1600 м над уровнем моря.

## Биология
Бенеттова кампетера охотится поодиночке, парами или небольшими семейными группами, состоящими из 3—5 особей. Иногда в поисках пищи присоединяется к группам блестящих скворцов (Lamprotornis). Добывает пищу преимущественно на земле, выбирая участки с короткой травой. На деревьях проводит намного меньше времени, собирая добычу с веток и стволов. В состав рациона в основном входят муравьи, термиты (Isoptera) и их яйца; в меньшей степени другие насекомые и личинки.
Сезон размножения продолжается с августа по февраль с пиком в октябре—ноябре на юге ареала. Обе родительские птицы выдалбливают дупло в сухостойном дереве или засохшей части живого дерева, на высоте 2—10 м от земли. Старое дупло часто используется повторно. Также занимают дупла, проделанные другими видами дятлов, или естественные полости в деревьях. Глубина дупла составляет 13—20 см. В кладке 2—5 (обычно три) яиц. Инкубационный период составляет 15—18 дней. Насиживают кладку и выкармливают птенцов оба родителя. Птенцы остаются с родителями до начала следующего сезона размножения.

## Изображения

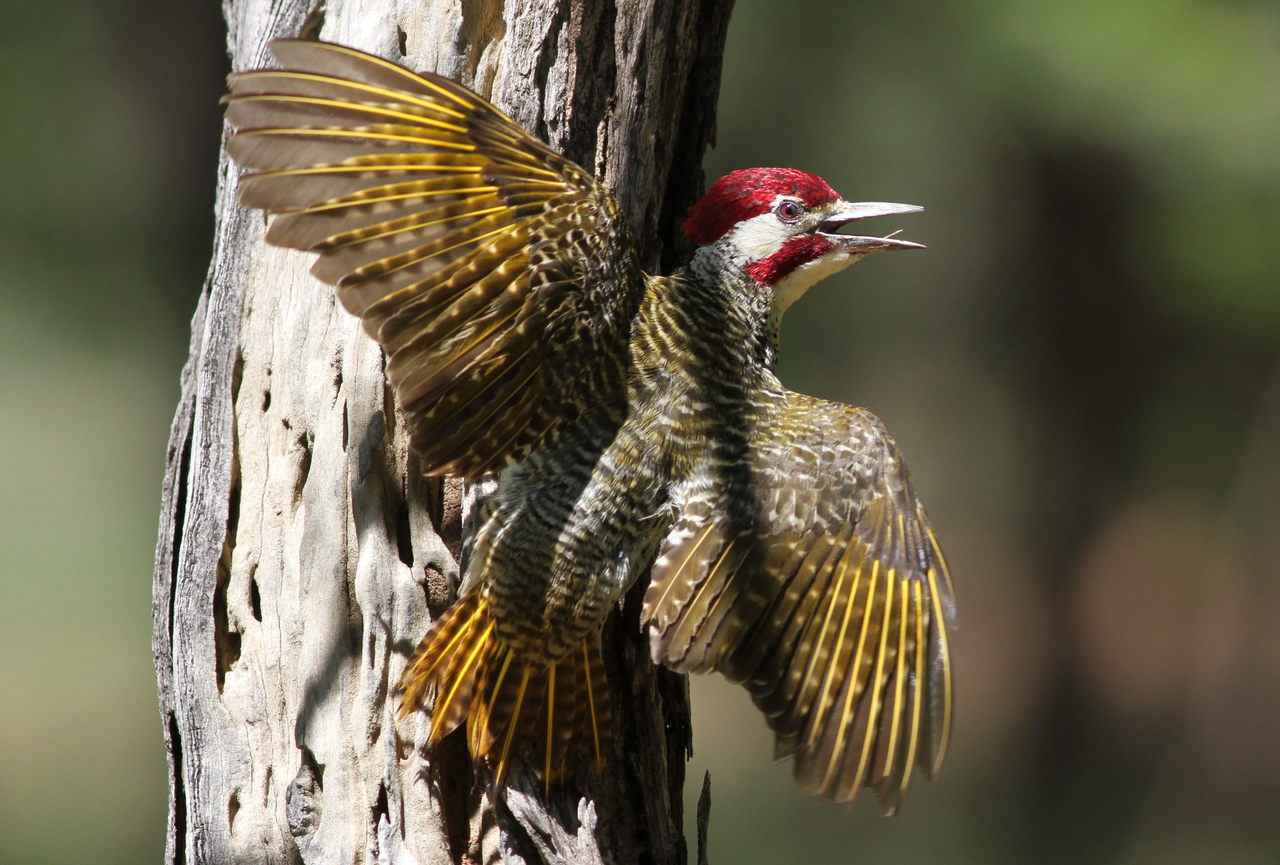
Самец (хорошо видны жёлтые опахала маховых и рулевых перьев)
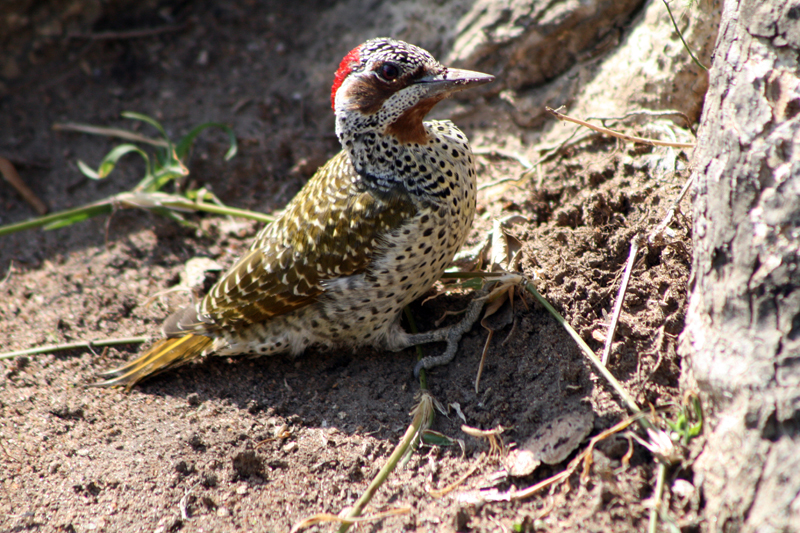
Самка, кормящаяся на земле
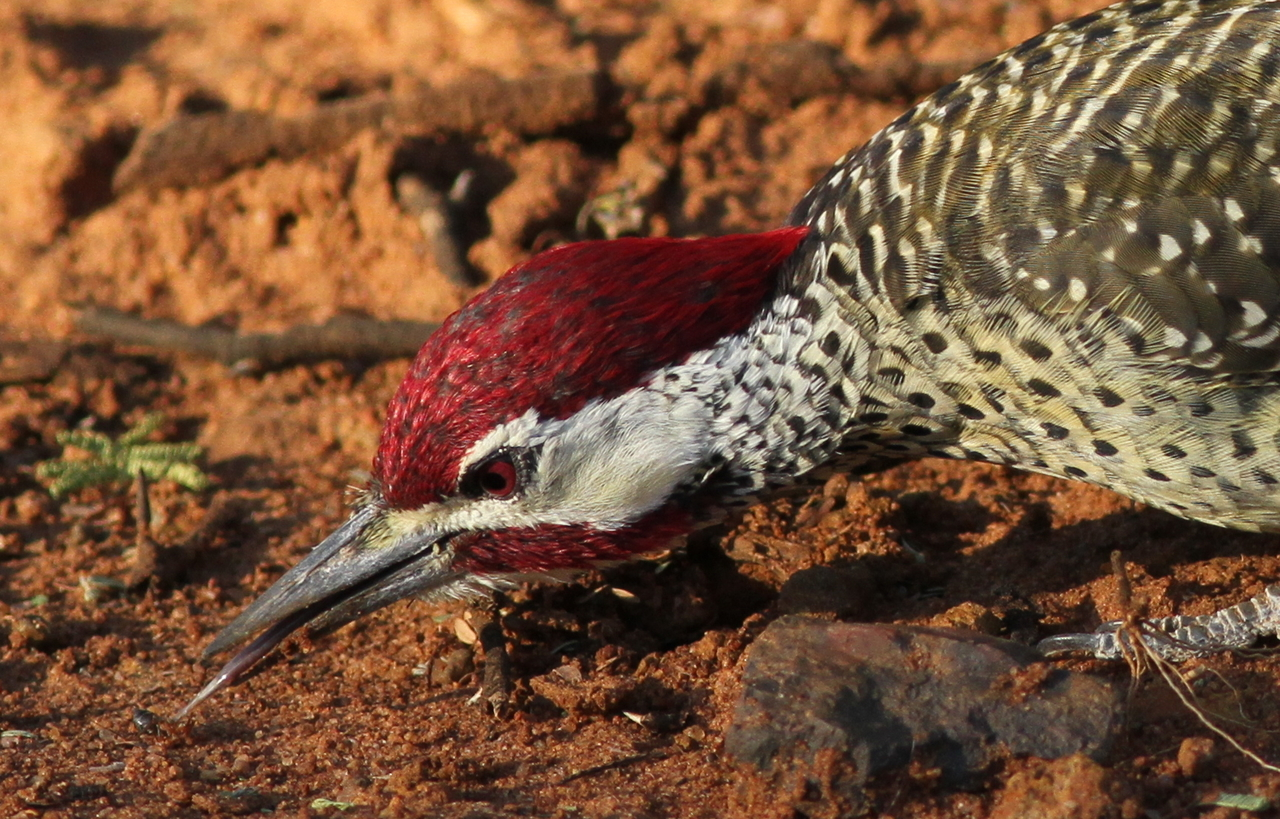
Самец, кормящийся муравьями